# Tetragonia angustifolia
Tetragonia angustifolia là một loài thực vật có hoa trong họ Phiên hạnh. Loài này được Barnéoud miêu tả khoa học đầu tiên năm 1847.